# Ujar
Ujar (ros. Уяр), dawna Klukwiennaja – miasto w azjatyckiej części Rosji, w Kraju Krasnojarskim, centrum administracyjne rejonu ujarskiego.
Miasto położone nad rzeką Ujarka w dorzeczu Jeniseju, ok. 130 km na wschód od Krasnojarska, węzeł kolejowy kolei transsyberyjskiej.

## Historia
Początkowo wioska Ujarskaja (Уярская). W końcu XIX w. powstała stacja Ujarskaja, przemianowana w 1897 na Olgino (Ольгино), w 1906 na Klukwiennaja od nazwiska inżyniera kolejowego. Na tej stacji doszło do kapitulacji w styczniu 1920 5 Dywizji Strzelców Polskich otoczonej przez wojska bolszewików. Dywizja ta szła w tylnej straży armii Kołczaka.